# Leandro Pantoja
Leandro Pantoja (n. Montúfar, Ecuador; 1 de enero de 1992) es un futbolista ecuatoriano. Juega de mediocampista ofensivo y su equipo actual es Imbabura Sporting Club de la Serie B de Ecuador.

## Trayectoria
Empezó su carrera futbolística en el equipo imbabureño en el año 2010, se formó e hizo las formativas en su ciudad natal y en el Imbabura Sporting Club, la sub-14, la sub-16, la sub-18 en 2009. Posteriormente pasó a la sub-20 y luego en al equipo principal, en ese entonces disputaba la Serie B.
En la temporada 2010 consiguió con Imbabura el vicecampeonato y ascenso a la Serie A de Ecuador, fue ratificado para jugar en la Primera División para el 2011. Bajo el mando de Wilson Armas tuvo su debut en el primer equipo en la máxima categoría del fútbol ecuatoriano el 30 de enero de 2011, en el partido de la fecha 1 de la primera etapa 2011 ante Barcelona Sporting Club, entró al cambio aquel partido en el minuto 46 por Luis Terán, al final fue victoria torera por 1-0.
En 2012 descendió a la Serie B, con el conjunto gardenio marcó su primer gol en torneos nacionales, fue el 31 de marzo de 2012 en la fecha 6 del torneo, convirtió el primer gol con el que Imbabura venció a Rocafuerte Fútbol Club como local por 3-2. En 2013 destaca en Imbabura al convertir 20 goles durante la temporada regular.
En 2014 llega a préstamo a Técnico Universitario de Ambato, al finalizar la cesión retorna al Imbabura donde entre 2015 y 2016 anotó otros 26 goles. En 2017 fue fichado por el equipo de Serie A, Deportivo Cuenca, donde disputó solo 6 partidos. En 2018 estuvo en el Manta Fútbol Club, convirtió 10 goles.
En la temporada 2019 arribó al Atlético Porteño, también de la Serie B para disputar la LigaPro Banco Pichincha Pymes.

## Estadísticas

### Clubes
Actualizado al último partido disputado el 30 de noviembre de 2024.
| Club                            | Div.          | Temporada     | Liga  | Liga  | Copas nacionales | Copas nacionales | Copas internacionales | Copas internacionales | Total | Total |
| Club                            | Div.          | Temporada     | Part. | Goles | Part.            | Goles            | Part.                 | Goles                 | Part. | Goles |
| ------------------------------- | ------------- | ------------- | ----- | ----- | ---------------- | ---------------- | --------------------- | --------------------- | ----- | ----- |
| Imbabura S. C. · Ecuador        | 2.ª           | 2010          | 29    | 5     | —                | —                | —                     | —                     | 29    | 5     |
| Imbabura S. C. · Ecuador        | 1.ª           | 2011          | 21    | 0     | —                | —                | —                     | —                     | 21    | 0     |
| Imbabura S. C. · Ecuador        | 2.ª           | 2012          | 25    | 1     | —                | —                | —                     | —                     | 25    | 1     |
| Imbabura S. C. · Ecuador        | 2.ª           | 2013          | 41    | 21    | —                | —                | —                     | —                     | 41    | 21    |
| Técnico Universitario · Ecuador | 2.ª           | 2014          | 25    | 1     | —                | —                | —                     | —                     | 25    | 1     |
| Técnico Universitario · Ecuador | Total club    | Total club    | 25    | 1     | 0                | 0                | 0                     | 0                     | 25    | 1     |
| Imbabura S. C. · Ecuador        | 2.ª           | 2015          | 41    | 12    | —                | —                | —                     | —                     | 41    | 12    |
| Imbabura S. C. · Ecuador        | 2.ª           | 2016          | 40    | 15    | —                | —                | —                     | —                     | 40    | 15    |
| Deportivo Cuenca · Ecuador      | 1.ª           | 2017          | 6     | 0     | —                | —                | 0                     | 0                     | 6     | 0     |
| Deportivo Cuenca · Ecuador      | Total club    | Total club    | 6     | 0     | 0                | 0                | 0                     | 0                     | 6     | 0     |
| Manta F. C. · Ecuador           | 2.ª           | 2018          | 32    | 10    | —                | —                | —                     | —                     | 32    | 10    |
| Manta F. C. · Ecuador           | Total club    | Total club    | 32    | 10    | 0                | 0                | 0                     | 0                     | 32    | 10    |
| Atlético Porteño · Ecuador      | 2.ª           | 2019          | 5     | 0     | 0                | 0                | —                     | —                     | 5     | 0     |
| Atlético Porteño · Ecuador      | Total club    | Total club    | 5     | 0     | 0                | 0                | 0                     | 0                     | 5     | 0     |
| Imbabura S. C. · Ecuador        | 3.ª           | 2020          | 8     | 2     | —                | —                | —                     | —                     | 8     | 2     |
| Imbabura S. C. · Ecuador        | 3.ª           | 2021          | 15    | 11    | —                | —                | —                     | —                     | 15    | 11    |
| Imbabura S. C. · Ecuador        | 2.ª           | 2022          | 27    | 7     | 4                | 3                | —                     | —                     | 31    | 10    |
| Imbabura S. C. · Ecuador        | 2.ª           | 2023          | 32    | 10    | —                | —                | —                     | —                     | 32    | 10    |
| Imbabura S. C. · Ecuador        | 1.ª           | 2024          | 26    | 7     | 1                | 0                | —                     | —                     | 27    | 7     |
| Imbabura S. C. · Ecuador        | Total club    | Total club    | 305   | 91    | 5                | 3                | 0                     | 0                     | 310   | 94    |
| Total carrera                   | Total carrera | Total carrera | 373   | 102   | 5                | 3                | 0                     | 0                     | 378   | 105   |
| 1.                              |               |               |       |       |                  |                  |                       |                       |       |       |